# Église Saint-Jacques du Chesne

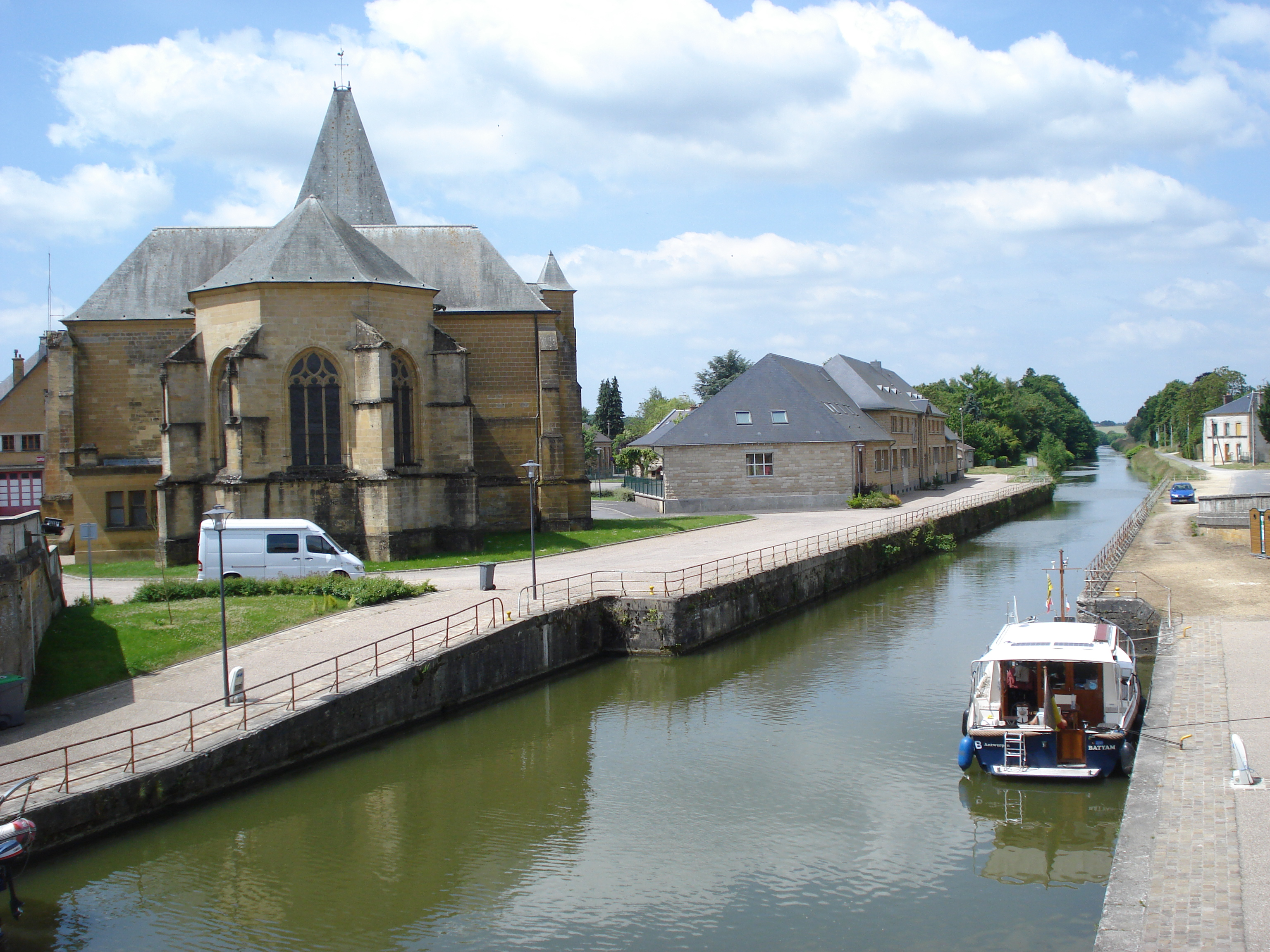
L'église au bord du canal.

L'église Saint-Jacques est une église située au Chesne, en France. Elle a fait l'objet d'aménagements successifs sur une base issue du roman tardif (nef et clocher) puis du premier âge gothique.

## Description générale
L'église a un aspect général simple et solide, renforcé par les contreforts et par une tour-porche carrée et massive, élevée au-dessus du portail et de la première travée de la nef. Elle a servi plusieurs fois de refuge. La nef fait quatre travées et est flanquée de bas-côtés. Elle se prolonge par un transept, puis un chœur et une abside à cinq pans. Le portail occidental, sous la tour-porche, est ogival à trois rangées de moulures et est surmonté de deux fenêtres géminées plein cintre. Il est du début du XIIIe siècle. L'église comporte également un portail latéral au sud, qui était surmonté d'un cadran solaire.
À l'intérieur de la nef qui est du XIIe siècle et encore romane, de grandes arcades en arc brisé sans moulure reposent sur des piles carrées.  Cette nef a été voutée ultérieurement, au XVIe siècle, avec des colonnettes plaquées sur les piles pour recevoir les nervures des voutes.
Il faut noter également le maître-autel à six colonnes de marbre corinthiennes, et les fonts baptismaux en pierre bleue, d'inspiration romane, avec des têtes d'angle.

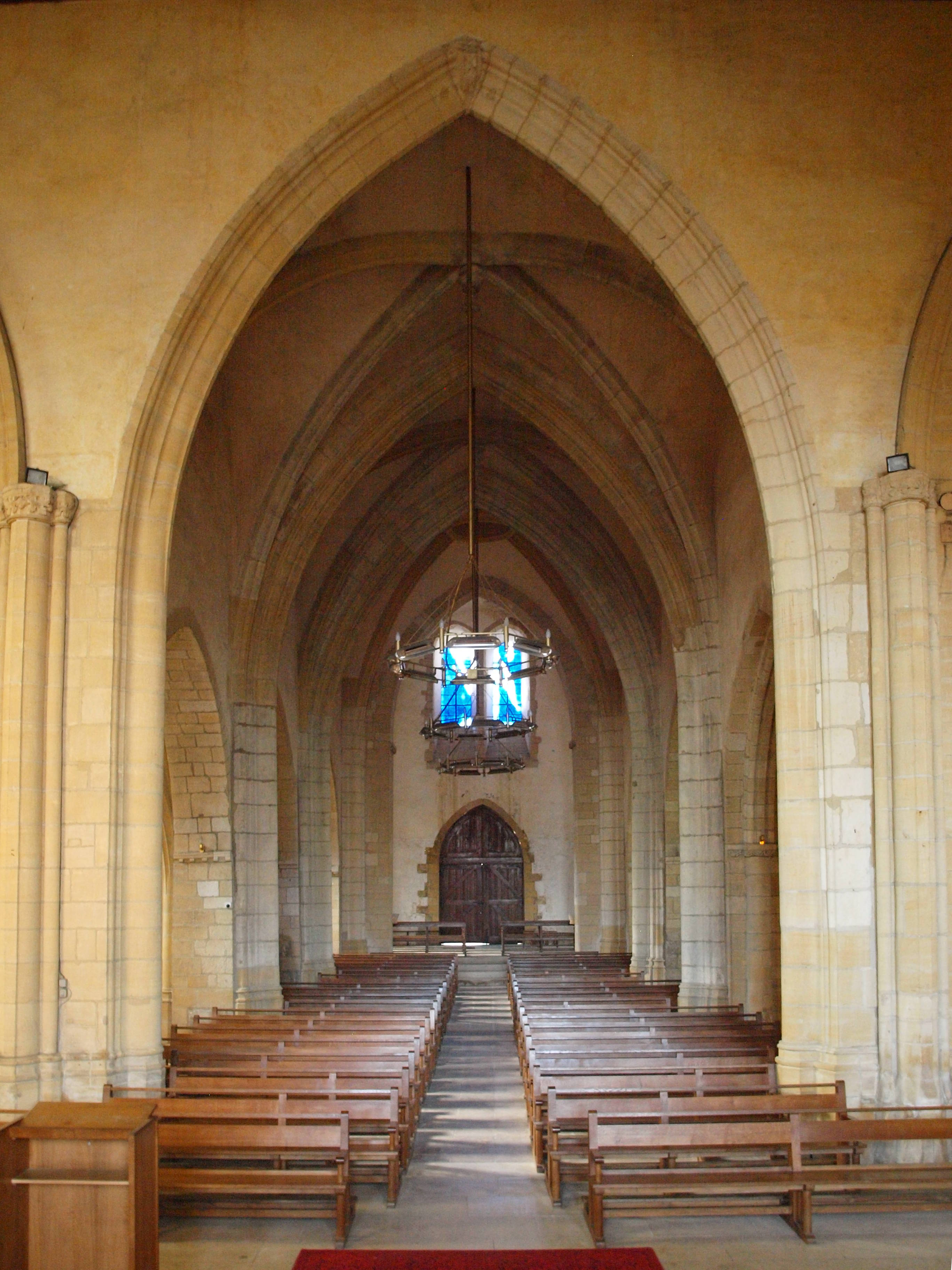
La nef et ses arcades.
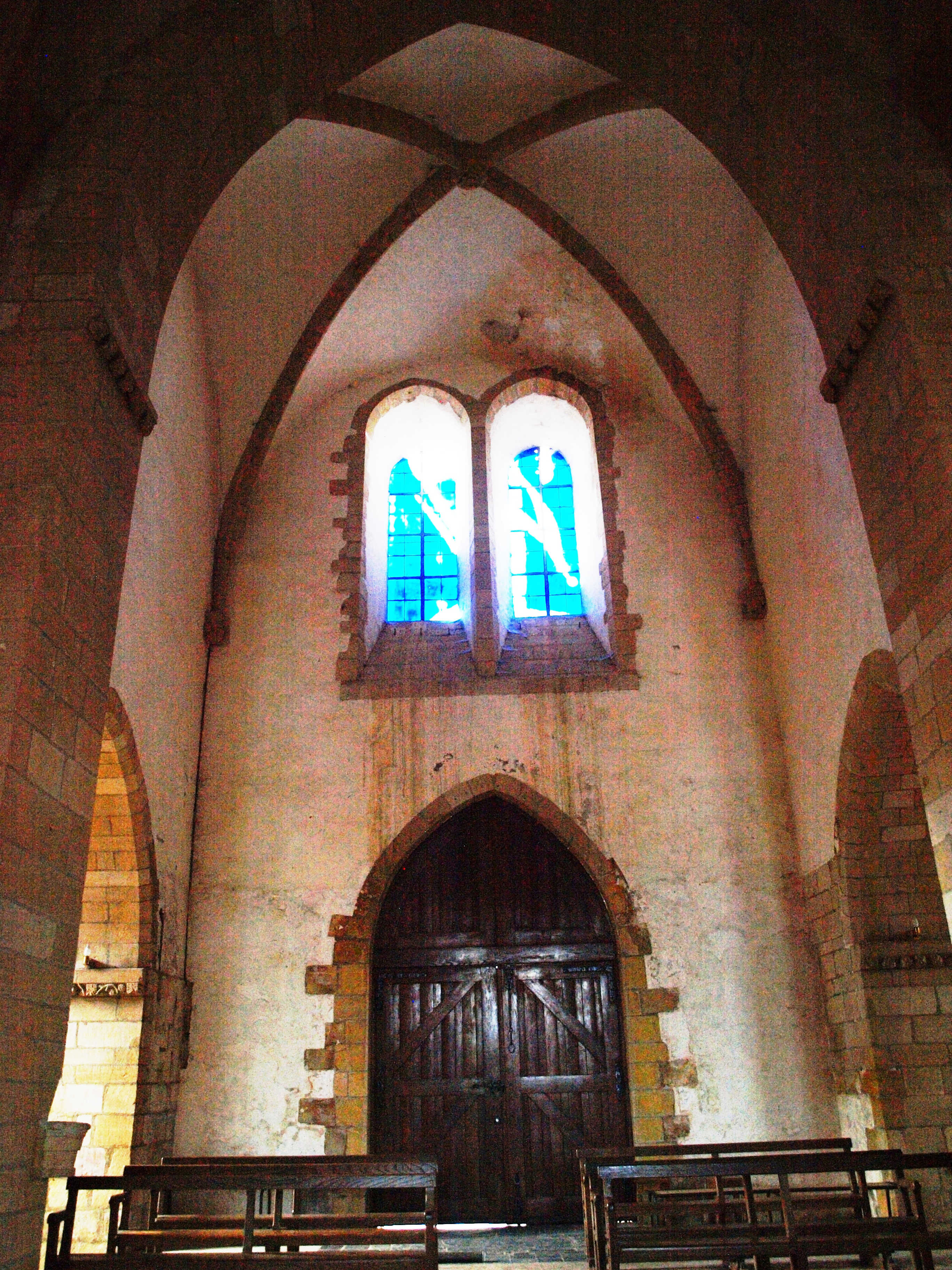
Portail occidental et vitraux de Benoît Marq.
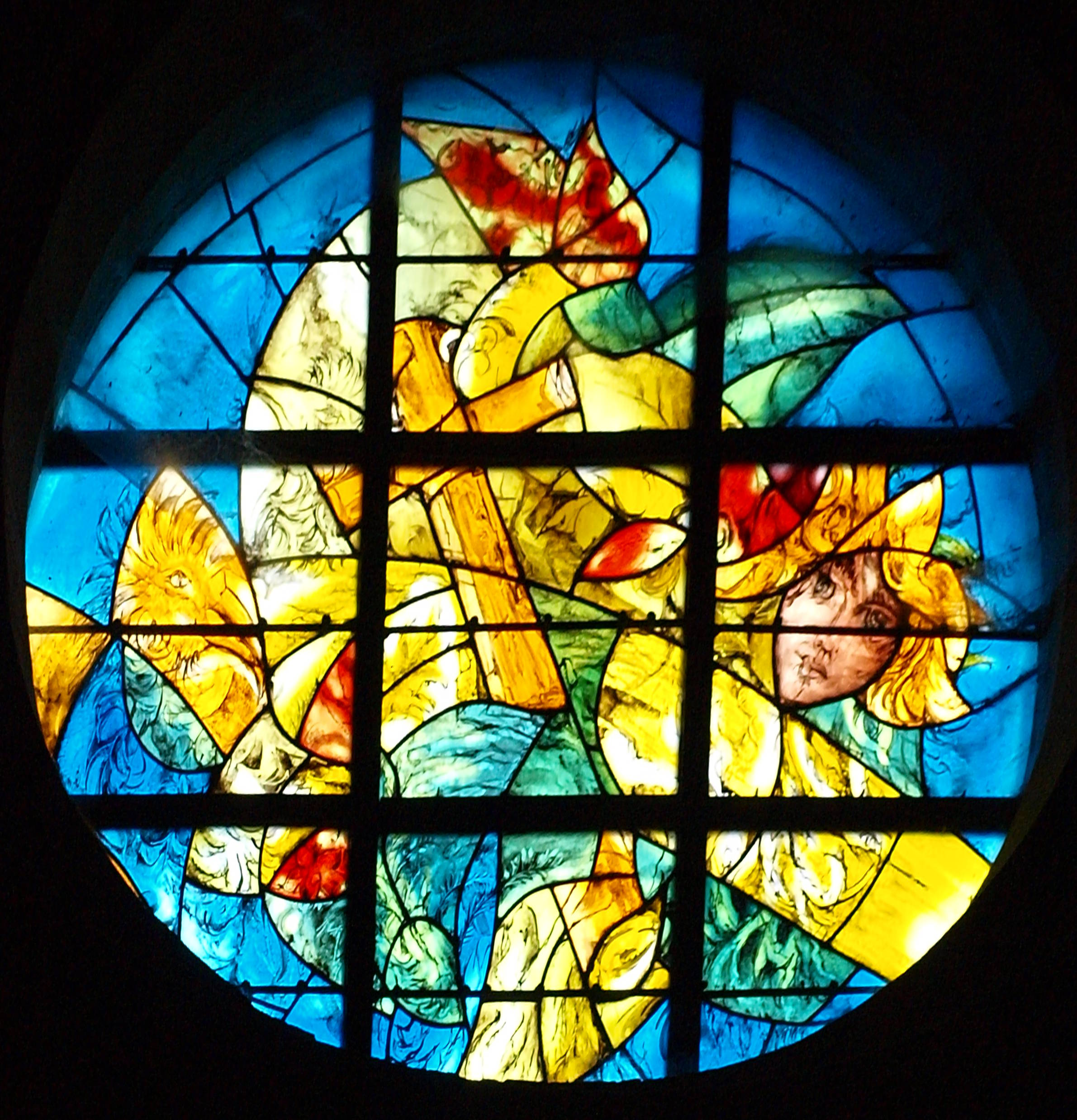
Vitrail de Luc Simon.
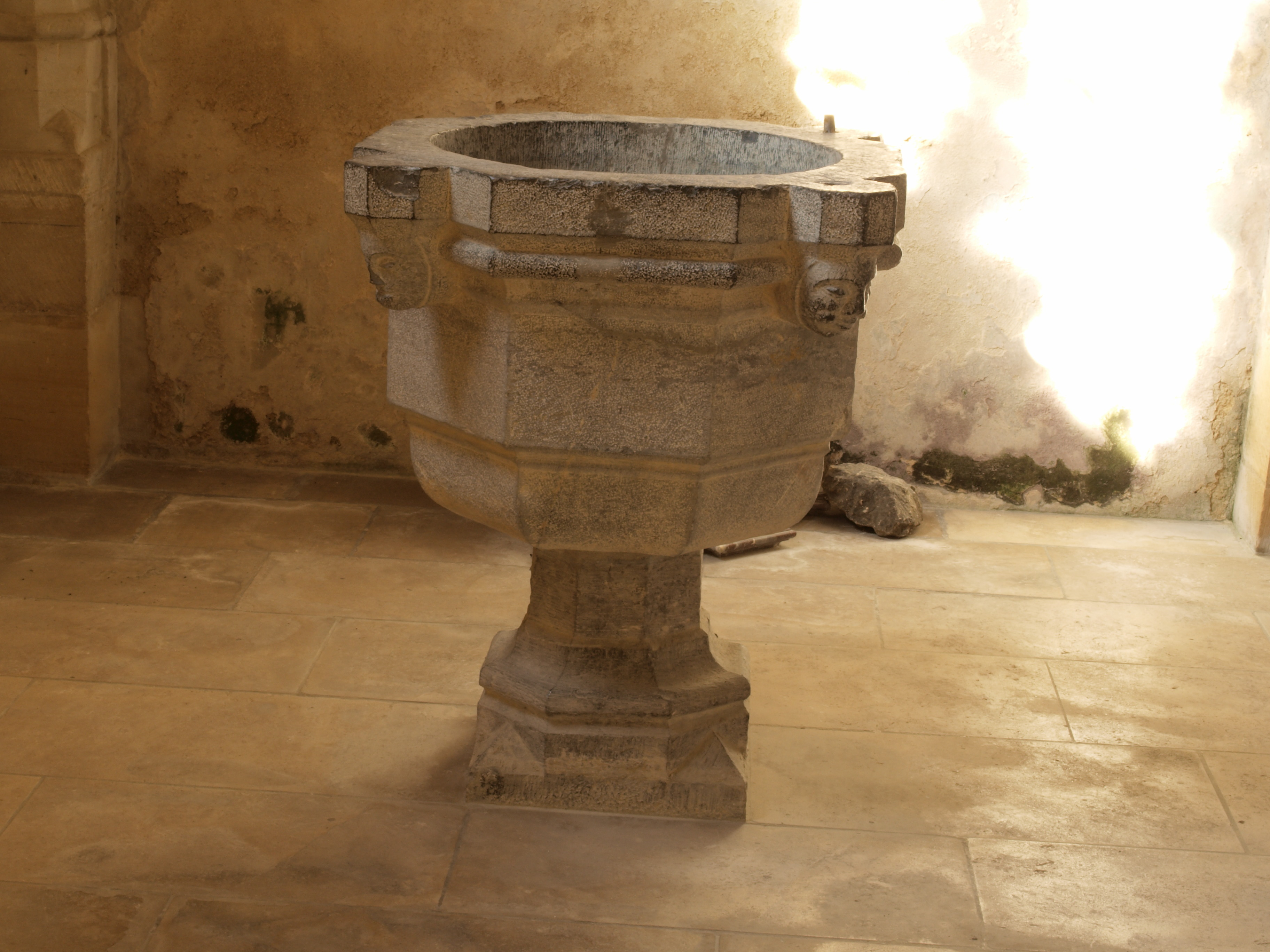
Fonts baptismaux.

## Les vitraux
Les vitraux de l'église ont été refaits à la suite des dommages causés par le conflit de 1939-1945. Cette réalisation en plusieurs étapes a été confiée à l'atelier rémois Simon-Marq. En 1958, Brigitte Simon signe les vitraux des bas-côtés de la nef. Des tons jaunes et bruns dominent dans ces verres au ton pastel. Ces vitraux sont consacrés à saint Jacques et à son martyre. En 1994, la même artiste crée les trois baies centrales du chœur, sur le thème de l'arrivée du corps de saint Jacques en Galice. Le décor est constitué de motifs figuratifs (épis de blé, poissons, coquille saint Jacques etc.) sur un fond plus abstrait de verres monochromes gris/bleu.
Son frère Luc Simon réalise en 2008 neuf autres vitraux du transept et du chœur. Il mêle les bruns, les jaunes, les bleus dans des compositions oniriques où les courbes enveloppent les personnages. Benoît Marq, fils de Brigitte Simon et de Charles Marq, prend en charge, toujours en 2008, les deux fenêtres géminées au-dessus du portail occidental, ainsi qu'une petite fenêtre romane du chœur. Au-dessus du portail, Benoît Marq symbolise le sillage blanc d'un oiseau traversant en oblique le bleu du ciel. Il évoque ainsi la colombe porteuse du saint chrême, et à travers ce thème, le privilège des bourgeois du Chesne, qui, pendant quatre siècles ont été chargés d'escorter la sainte ampoule de l'abbaye Saint-Rémi à la cathédrale de Reims, à chaque sacre royal.

## Localisation
L'église est située dans le département français des Ardennes, au centre de la commune du Chesne, à proximité de la Grande Rue et du canal des Ardennes.

## Historique
L'édifice a été sous le vocable de saint Martin jusqu'au XIVe siècle, puis est passé, pour une raison qu'on ignore, sous celui de saint Jacques. Il a été classé au titre des monuments historiques en 1922. Il a été endommagé pendant la Seconde Guerre mondiale puis restauré.